# Urgesta
Urgesta,  Gesta Ungarorum ali Gesta Hungarorum vetera (madžarsko ősgeszta) so zgodovinopisna imena najzgodnejše madžarske kronike, ki je bila dokončana v drugi polovici 11. stoletja ali v začetku 12. stoletja. Njeno besedilo je bilo v 12.–14. stoletju večkrat razširjeno in prepisano. Sama kronika je od takrat izgubljena in je  njeno vsebino mogoče rekonstruirati le na podlagi del iz 14. stoletja, predvsem Ilustrirane kronike. 

## Vsebina
Predvidena/rekonstruirana vsebina vključuje opis Skitije in zgodbo o izvoru Madžarov – svetopisemsko razlago, da Madžari izvirajo iz veje Abrahamove družine, povezane s Samom. Gesta že vsebuje zgodbo o belem konju, za katerega je Svetopolk zamenjal ozemlje za naselitev Madžarov. Pomembna je avtorjeva kritika ekspanzivne nemške politike. Gesta naj bi bila napisana med  vladavino ogrskega kralja Ladislava I. (1077–1095) ali Kolomana (1095–1116), ko naj bi bilo napisano že njeno nadaljevanje. Po drugih mnenjih je bila napisana šele med letoma 1141 in 1173.